# Margaritifèrids
Els margaritifèrids (Margaritiferidae) són una família de mol·luscs bivalves d'aigua dolça inclosa en l'ordre Unionoida.

## Taxonomia
La família Margaritiferidae inclou 20 espècies:
Subfamília Gibbosulinae Bogan, Bolotov, Froufe & Lopes-Lima, 2018
- Gènere Gibbosula Simpson, 1900

Subfamília Margaritiferinae Henderson, 1929 (1910)
- Gènere Asturianaia Delvene, Munt, Piñuela & García-Ramos, 2016 †
- Gènere Cumberlandia Ortmann, 1912
- Gènere Margaritifera Schumacher, 1815
- Gènere Paraheudeana Starobogatov, 1970 †
- Gènere Pseudunio F. Haas, 1910